# Landini
Pour les articles homonymes, voir Landini (homonymie).
Landini est une firme de matériel agricole et de machines à vapeur fondée en 1884. par Giovanni Landini.

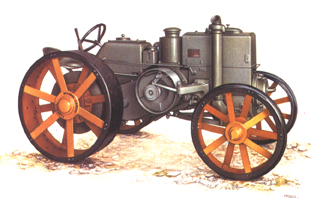
Tracteur Landini 30 HP

## Histoire
En 1884, la société Landini est créée à Fabbrico, en Italie par un forgeron, Giovanni Landini, qui fabrique des outils agricoles.
Giovanni Landini comprend très vite que l'avenir de l'agriculture passera par le développement de la mécanisation et s'intéresse de très près aux machines à vapeur.  Il est séduit par le moteur agricole Lanz. En 1910, il développe un moteur semi-diesel basé sur le principe de la boule chaude.
En 1924, Giovanni Landini décède et ses trois fils prennent la suite au sein de l'entreprise ; c'est Giuseppe Landini qui prend la direction technique. Ils présenteront le premier tracteur conçu par leur père, le modèle A, tracteur doté d'un moteur semi-diesel horizontal de 30 chevaux, deux temps, monocylindre.
En 1932, ils présentent une variante du modèle A avec un moteur de 40 ch et peu après le modèle B, équipé de pneumatiques. 
En 1934, ils lancent le Super Landini avec un design d'avant garde. Il servira de base à la nouvelle gamme de modèles qui suivront toujours équipés de moteurs semi-diesel.
En 1935, un nouveau modèle, le Velite occupe les chaînes de montage de la société. Ce tracteur était commercialisé en 6 versions différentes et connaît un énorme succès commercial ce qui oblige l'entreprise à s'agrandir pour faire face à l'afflux de commandes.
Pendant les années 1950, Landini reste attaché au moteur à boule chaude. La gamme était constituée des modèles L25, L35, L45 et L55, qui était, à l'époque, le plus gros semi-diesel du marché. 
En 1955, la fin du semi-diesel est proche, l'entreprise connait quelques difficultés en 1956 car tous ses principaux concurrents sont désormais passés au moteur diesel, tel qu'on le connait de nos jours. Landini se reconvertit et engage une collaboration technique avec la fabrique de moteurs anglais Perkins. À partir de 1957, Landini produit ses moteurs diesel sous licence Perkins.

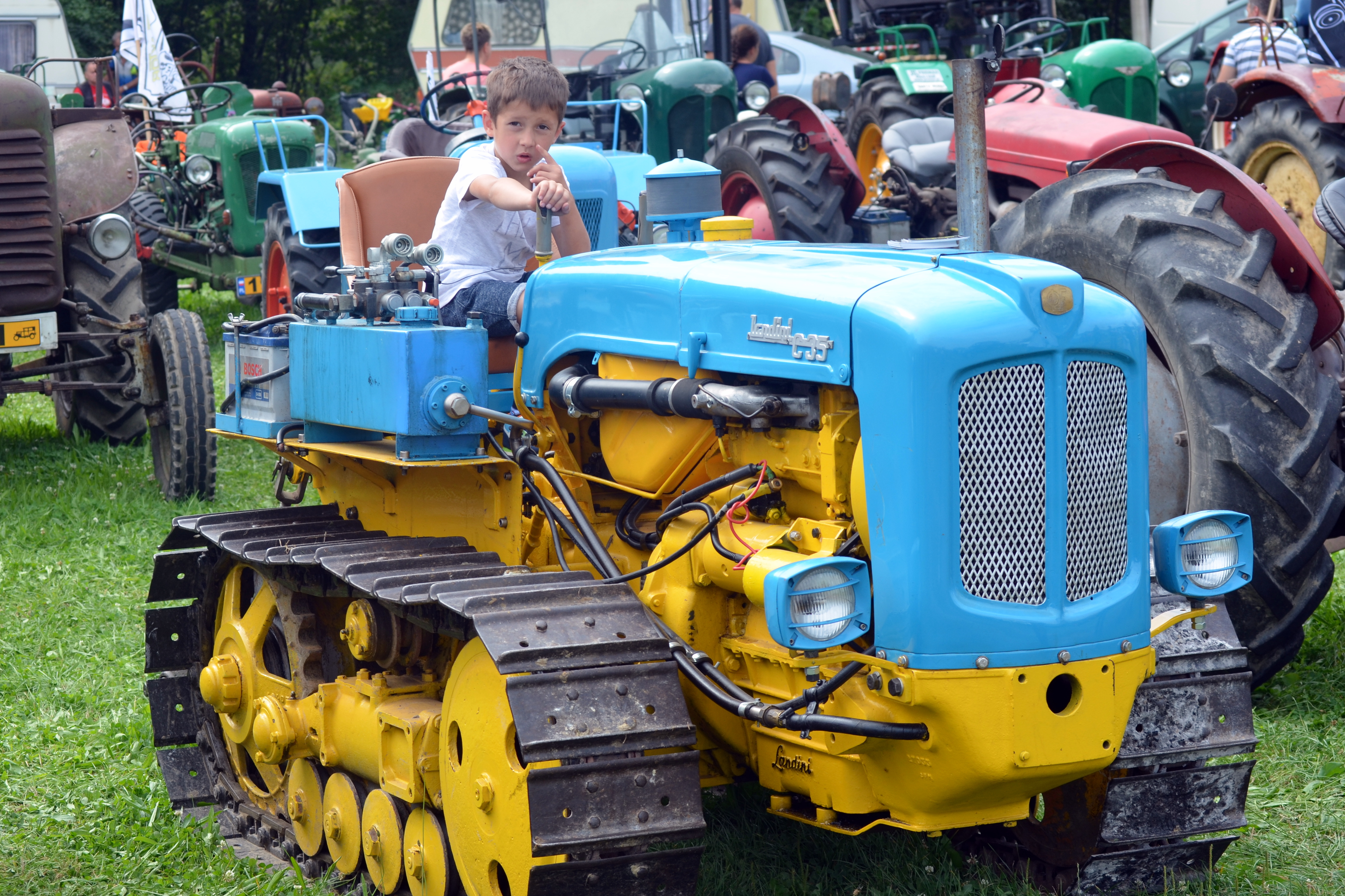
Landini C35

En 1959, Landini présente le C35, son premier tracteur à chenilles. La société sera le leader de ce type de machines. Landini ouvre son capital au groupe canadien Varity Company, déjà propriétaire de l'américain Massey Ferguson. C'est en 1960 que Massey Fergusson devient l'actionnaire majoritaire. Jusqu'en 1963, Landini restera autonome dans ses choix techniques mais ensuite, la société sera dirigée directement par l'américain qui lui imposera les volumes de production de chaque modèle ainsi que des choix technologiques pour les nouveaux modèles qui ne seront que des dérivés Massey-Fergusson.
En 1968, Landini construit une nouvelle usine à Aprilia pour la fabrication d'engins de travaux publics.
En 1973, l'entreprise sort la série 500, de 55 à 102 ch, puis, en 1978 elle complète sa gamme vers le haut, jusqu'à 145ch avec le 14500. 
En 1982, Landini propose le premier tracteur spécifique pour vergers. Landini sera leader du marché mondial de ce type de matériel avec plus de 35 % des parts de marché[réf. nécessaire].
En 1986, Massey Fergusson distribue sous son label les produits Landini sur le marché mondial, hors l'Europe.
En 1988, l'entreprise introduit sur le marché la série 80, du 6880 de 65ch au 9880 de 95ch. Entre-temps, deux autres tracteurs sont arrivés, le 10000 et le 13000 remplaçant le 12500. 
En 1989, Massey Ferguson revend 66 % de ses actions. Landini reprend son indépendance et rétablit une filiale en France en 1991.
En février 1994, Landini est repris par le groupe Morra, qui devient Argo. Landini présente la gamme Legend, de 105 à 145ch. 
En janvier 1995, Landini rachète l'italien Valpadana, spécialiste du petit machinisme agricole.
En 2000, toute la gamme est renouvelée, les Mythos, Gibli, Globus et Atlas remplacent la série 80. Aujourd'hui Landini est le 3e constructeur italien de la spécialité[réf. nécessaire].
En septembre 2017, Argo Tractors SpA crée une coentreprise avec le groupe turc Anadolu Grupu qui assurait depuis 2012 la distribution en Turquie des tracteurs agricoles Landini, Anadolu Landini pour la fabrication sous licence d'une partie de la gamme Landini.

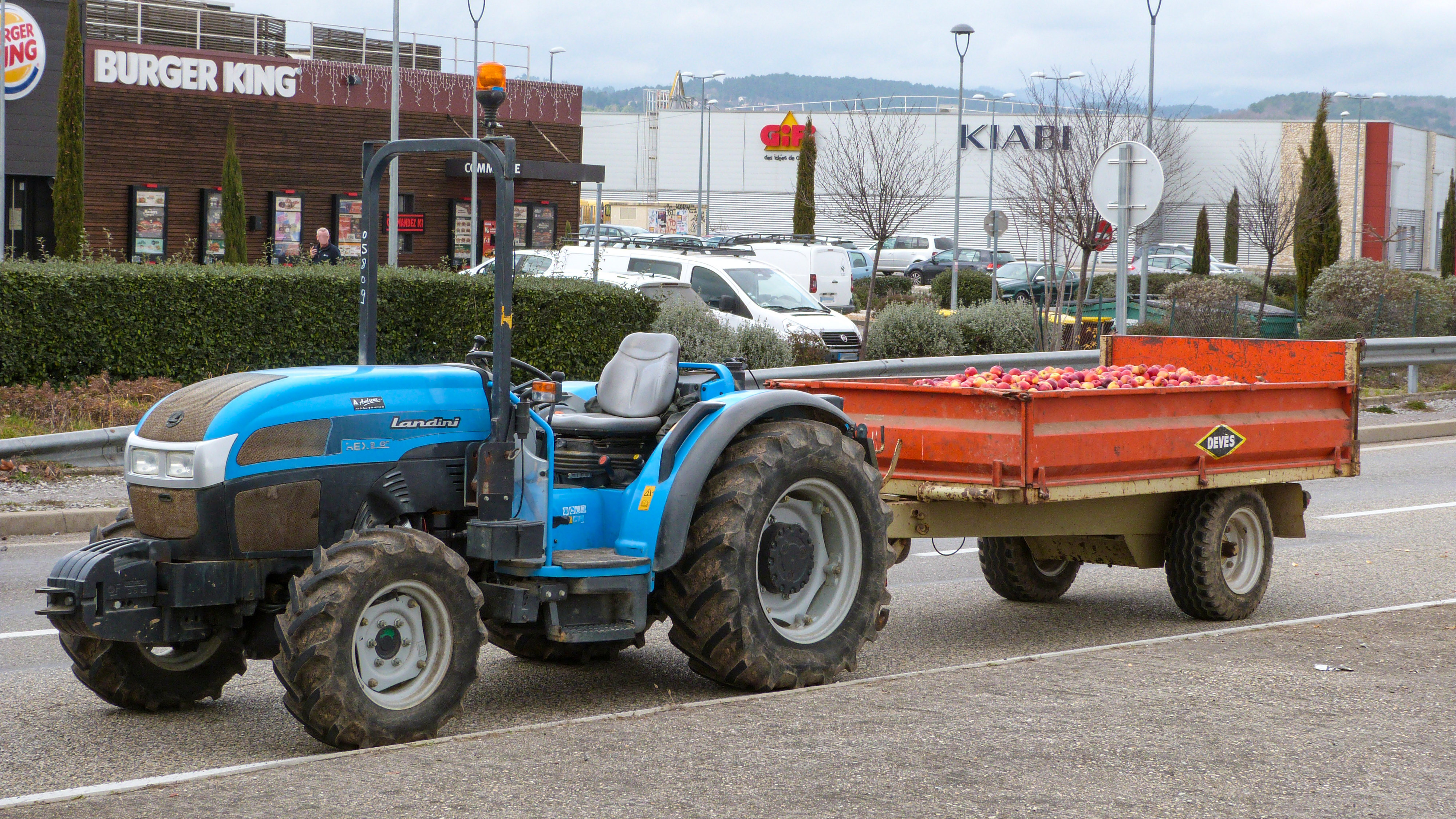
Landini REX avec une cargaison de pommes.
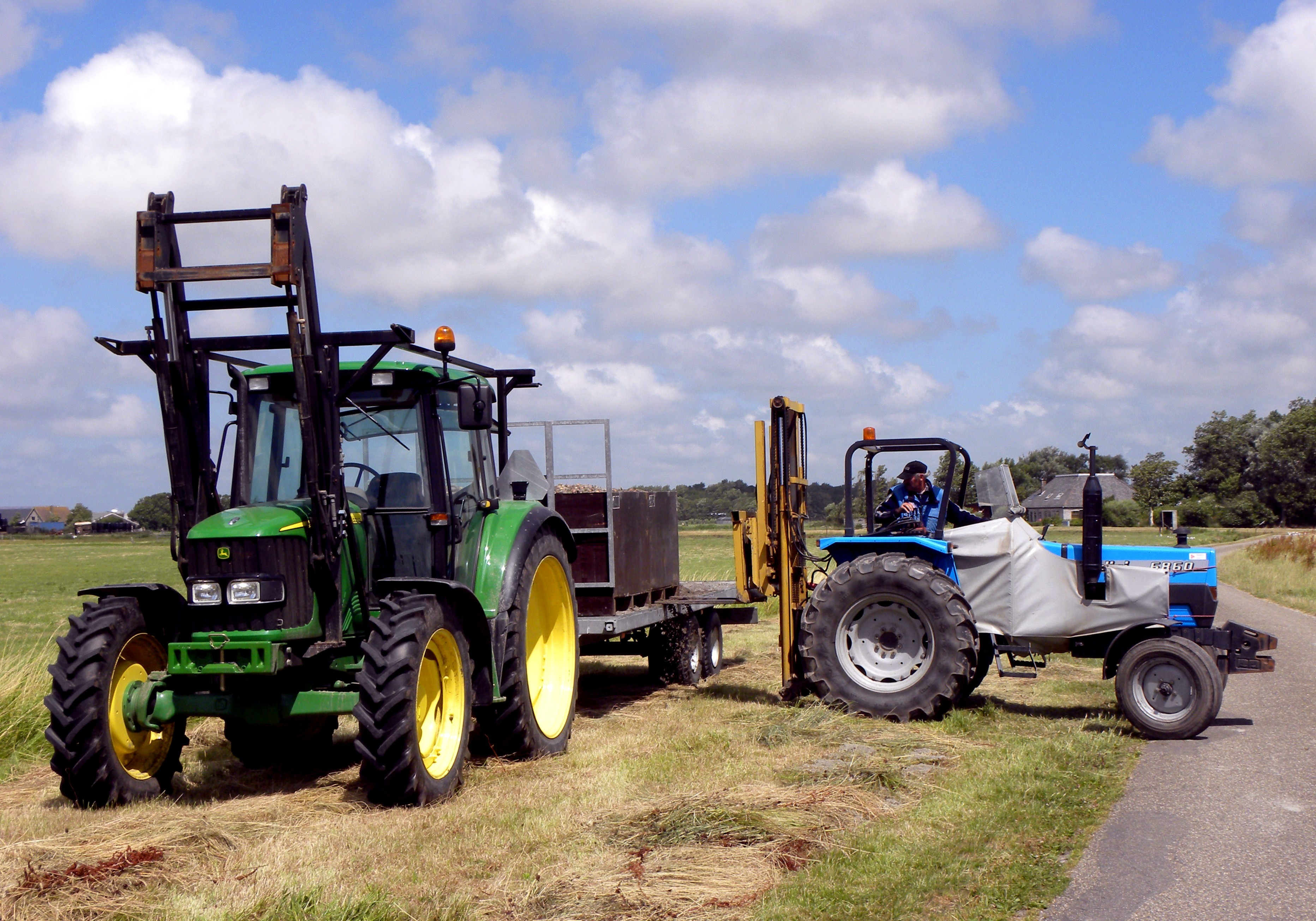
Landini 6860 chargeant des caisses sur une remorque.
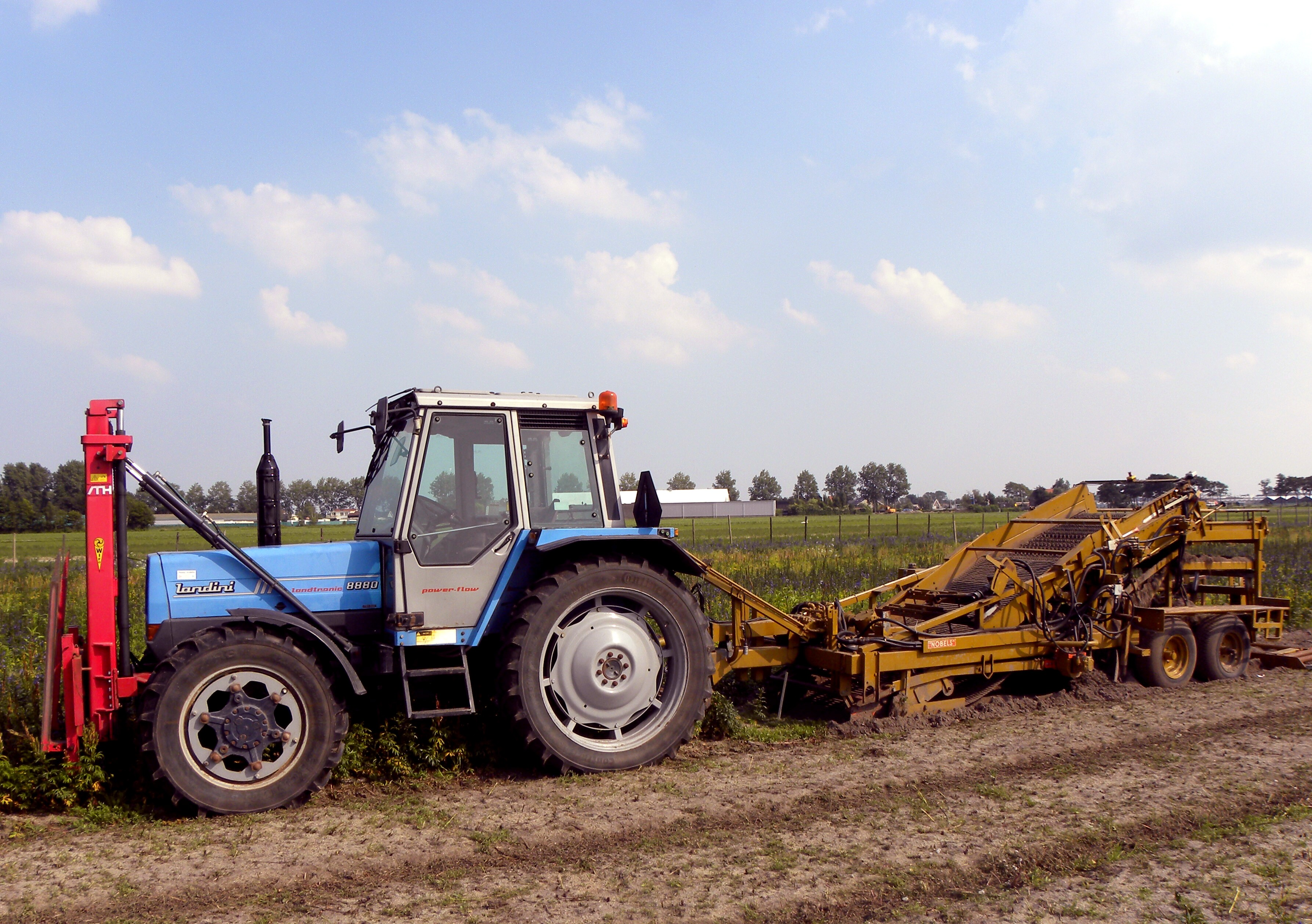
Landini 8880 pendant le ramassage de pommes de terre